# 게걸무

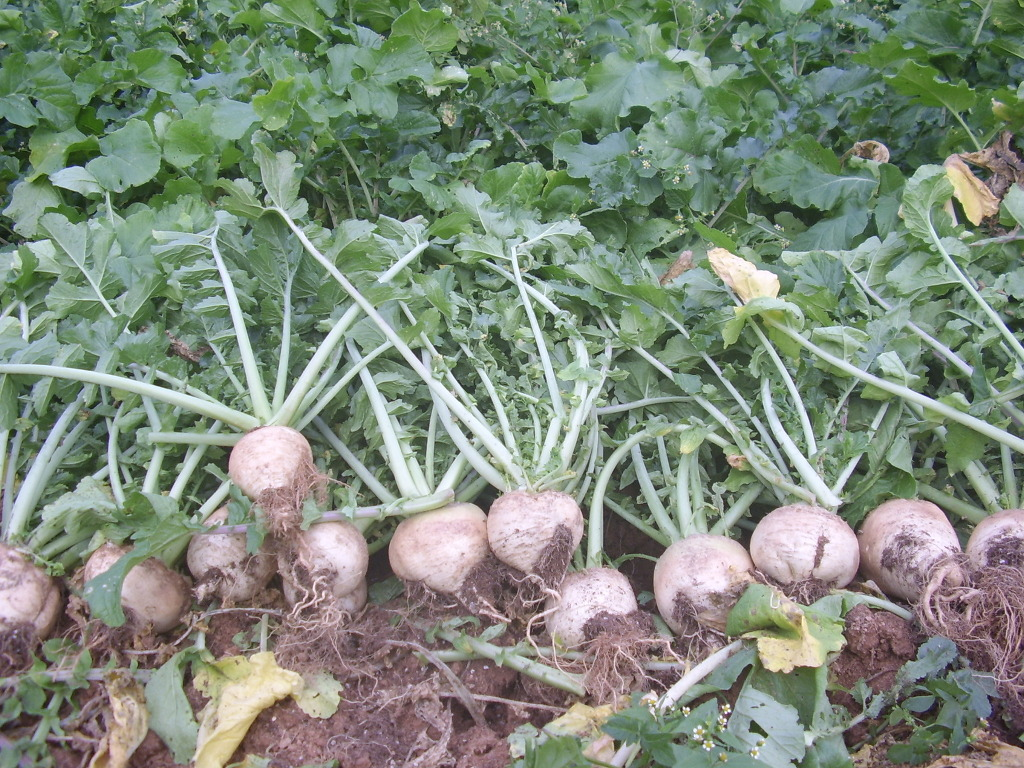
게걸무

게걸무는 무의 일종이다. 줄기가 위로 뻗지 않고 옆으로 퍼진다. 일반 흰무보다 수분함량이 적어 더 단단하며, 매운맛도 더 강하다. 2014년에 이천 게걸무가 슬로 푸드 선정 맛의 방주에 등재되었다. 경기도 여주와 이천등지에서만 나오는 토종무로 게걸스럽게 먹을만큼 맛있다고 하여 게걸무라고 불리었다.

## 같이 보기
- 보르도무
- 비트
- 래디시
- 사탕무
- 순무
- 열무
- 왜무
- 조선무
- 청피홍심무
- 초롱무
- 총각무
- 콜라비